# Pachyrhinosaurus
Pachyrhinosaurus (dt. „Dicknasenechse“) ist eine Dinosauriergattung aus der Familie der Ceratopsidae innerhalb der Ceratopsia, die während der späten Oberkreide im heutigen Nordamerika lebte.

## Merkmale

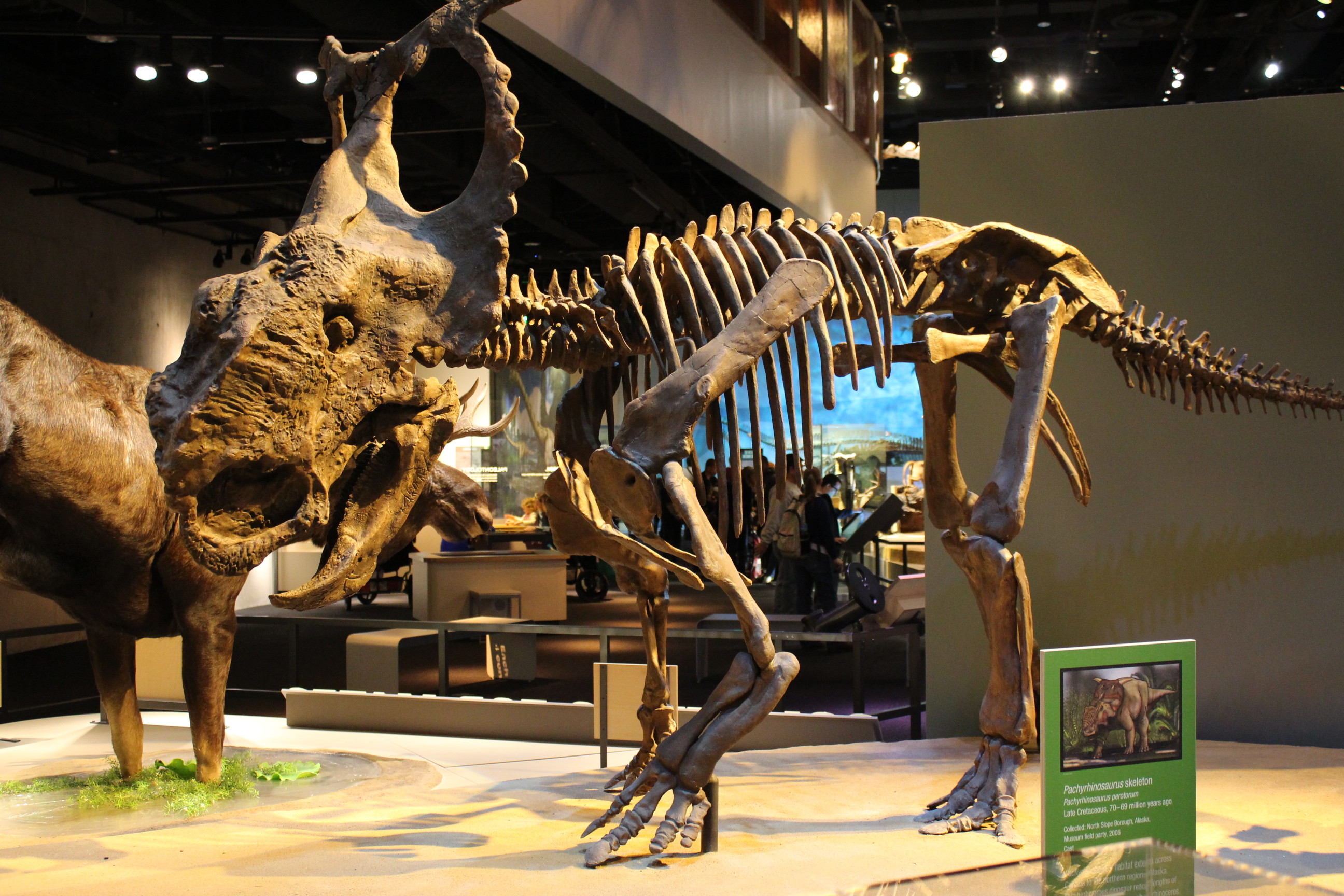
Skelett von P. perotorum im Perot Museum of Nature and Science in Dallas, Texas, USA

Mit einer geschätzten Länge von 5,5 bis 7 Metern war Pachyrhinosaurus ein eher großer Vertreter der Ceratopsidae. Sein Körperbau glich den übrigen Vertretern dieser Gruppe. Es waren stämmig gebaute Tiere mit wuchtigem Kopf und kräftigen Gliedmaßen, wobei die Hinterbeine deutlich länger als die Vorderbeine waren. Anstelle eines Nasenhorns wie bei verwandten Dinosauriern trug Pachyrhinosaurus einen dicken, knöchernen Wulst auf dem Nasenbein. Es wird manchmal spekuliert, dass auf diesem Knochenwulst ein Horn aus Keratin saß, Anzeichen im Fossilbefund gibt es dafür nicht.
Der Nackenschild war wie bei allen Ceratopsidae aus dem Scheitel- und dem Schuppenbein gebildet. Er war dünn und besaß paarige Fenster. Am hinteren Rand des Schildes waren ein bis drei große Stacheln.
Der Rostralknochen (vor dem Oberkiefer) und das Praedentale (vor dem Unterkiefer) bildeten wie bei allen Ceratopsidae eine zugespitzte Schnauze, die eine selektive Nahrungsaufnahme ermöglichte. Die Bezahnung bestand wie bei allen Ceratopsidae aus Zahnbatterien, das sind reihenförmig angeordnete Zähne, die bei Abnutzung durch den nachfolgenden Zahn ersetzt wurden. Die Okklusionsflächen des Gebisses standen annähernd senkrecht, die Zähne waren also an eine schneidende, aber nicht mahlende Kautätigkeit angepasst. Dieser Dinosaurier war wie alle Ceratopsia Pflanzenfresser, vermutlich fraß er vorwiegend harte, fasrige Pflanzen.

## Paläobiologie

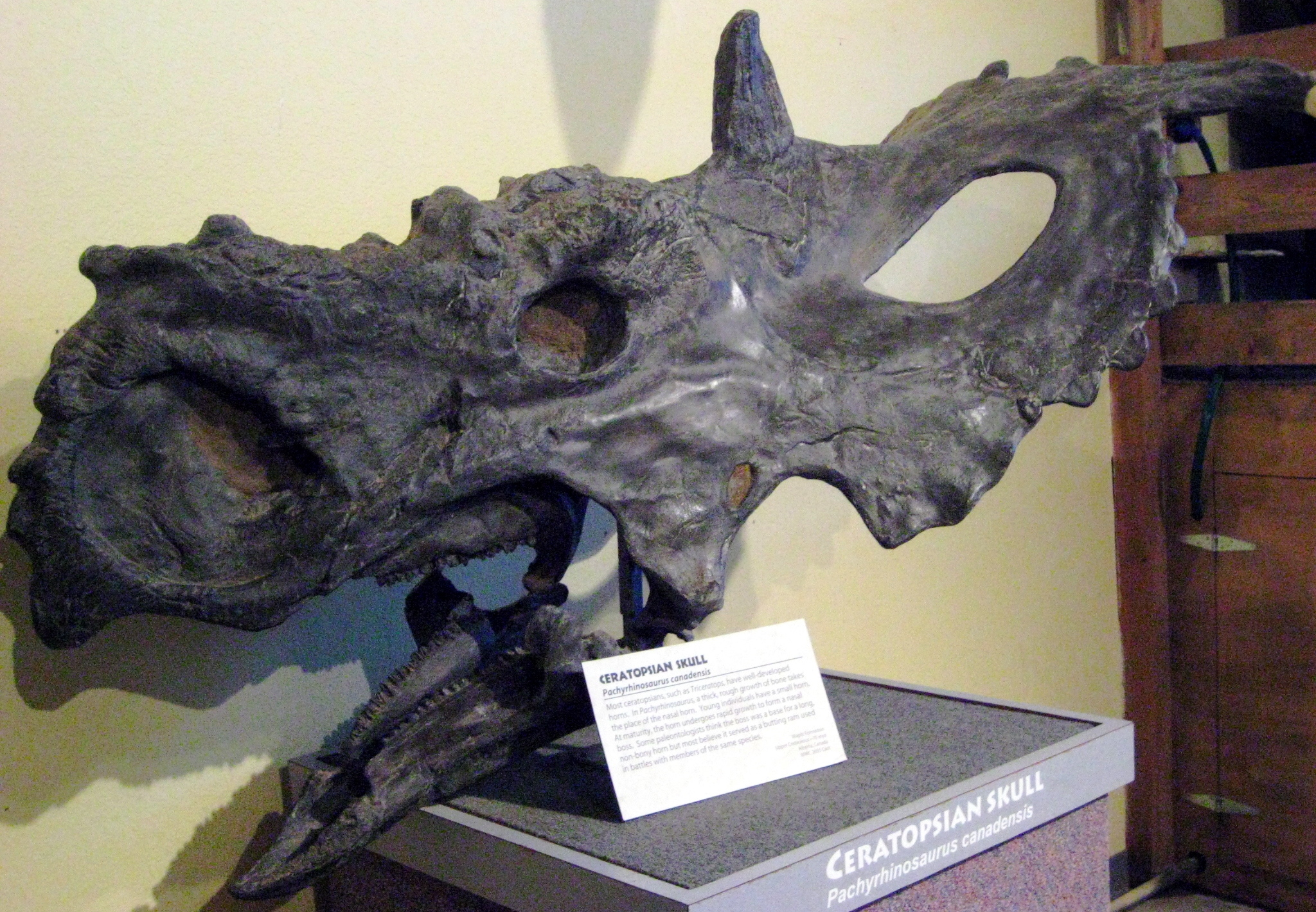
Schädel von P. lakustai

Von Pachyrhinosaurus sind bone beds („Knochenlager“) bekannt, bei denen die Überreste zahlreicher Tiere aus verschiedenen Altersstufen gemeinsam gefunden wurden. Es wird vermutet, dass diese Tiere zumindest zeitweise in größeren Verbänden zusammenlebten.
Hörner und Nackenschilde der Ceratopsidae werden häufig in Zusammenhang mit der Verteidigung gegenüber Fressfeinden in Zusammenhang gebracht. Der Knochenwulst auf der Nase von Pachyrhinosaurus sowie die Hörner am Rand des Schildes dürften jedoch kaum für Verteidigungszwecke geeignet gewesen sein. Auch war der Nackenschild zu dünn, um als Schutz vor Nackenbissen zu fungieren. Nach heutiger Sichtweise diente der Kopfschmuck vorrangig der Identifikation der einzelnen Arten sowie der Interaktion mit Artgenossen – entweder durch Zurschaustellung, Drohgebärden oder auch in Kämpfen. Dabei ging es möglicherweise um Reviergrenzen oder Paarungsvorrechte.

## Fundlokalitäten und stratigraphische Einordnung
Fundorte von Pachyrhinosaurus liegen in Nordamerika in der kanadischen Provinz Alberta (Horseshoe-Canyon-Formation, St. Mary-River-Formation, Waptiti-Formation) und im US-amerikanischen Bundesstaat Alaska (Colville-Gruppe). Die Funde von zwölf unvollständigen Schädeln und weiterem Material aus Bonebeds stammen aus Gesteinsschichten, deren Sedimente sich in der Zeit des frühen Maastrichtiums (vor ca. 71 Mio. Jahren), der letzten Stufe der Kreide (und damit des gesamten Mesozoikums), abgelagert haben. Damit zählt dieser Dinosaurier zu den jüngsten bekannten Vertretern der Centrosaurinae.
Die Erstbeschreibung der Gattung stammt von Charles Mortram Sternberg aus dem Jahr 1950. Ihr Name leitet sich von den griechischen Wörtern pachys (=„dick“), rhinos (=„Nase“) und sauros (=„Echse“) ab. Neben der zugleich mit der Gattung aufgestellten Typusart P. canadensis ist seit 2008 die aus dem späten Campanium (vor etwa 76 bis 72 Mio. Jahren) stammende Art P. lakustai bekannt. 2012 kam mit P. perotorum eine dritte Spezies aus dem frühen Maastrichtium (vor etwa 71 Mio. Jahren) von Alaska hinzu.

## Systematik
Pachyrhinosaurus wird innerhalb der Ceratopsidae in die Centrosaurinae eingegliedert. Sein nächster Verwandter dürfte der ebenfalls durch das fehlende Nasenhorn charakterisierte Achelousaurus gewesen sein. Gemeinsam bildeten sie den Tribus Pachyrhinosaurini.
2015 wurde der Stammbaum der Centrosaurinae von Evans & Ryan (2015) anlässlich der Erstbeschreibung des in Kanada gefundenen Wendiceratops überarbeitet. Demnach wurden die Pachyrhinosaurini bestätigt und Achelousaurus stellt die Schwestergattung von Pachyrhinosaurus dar, die gemeinsame Schwestergattung ist Einiosaurus. Auch bei einer phylogenetischen Analyse 2012 wurde er an diese Position gesetzt.